# Birgitte van Deurs
Birgitte Eva van Deurs (Odense, 20 juni 1946) is een Deense vrouw, die door haar huwelijk lid werd van het Britse koninklijk huis.
Birgitte is de dochter van jurist Asger Preben Knud Wissing Henriksen en Vivian van Deurs. Toen haar ouders scheidden, nam ze de achternaam van haar moeder aan. Na haar studie verhuisde ze naar Cambridge en werkte onder meer enige tijd op de Deense ambassade in Londen. In 1972 verloofde ze zich met prins Richard van Gloucester, een neef van koningin Elizabeth II. Zes weken na hun huwelijk kwam Richards oudere broer William om bij een vliegtuigongeluk. Richard werd twee jaar later hertog van Gloucester en Birgitte hertogin.
Het paar kreeg drie kinderen:
- Alexander Windsor (24 oktober 1974) gehuwd met Claire Booth.
- Davina Lewis (19 november 1977) gehuwd geweest met Gary Lewis.
- Rose Windsor (1 maart 1980) gehuwd met George Gilman.

De hertogin van Gloucester is beschermvrouwe van talloze liefdadigheidsinstellingen.

## Onderscheidingen
- 1989 - Grootkruis in de Koninklijke Orde van Victoria (GCVO)
- 2009 - Grootkruis in de Eerwaarde Orde van Sint-Jan (GCStJ)
- 2024 - Ridder in de Orde van de Kousenband (LG)